# نسوية اعتقالية

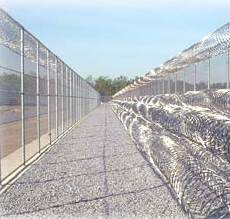

النسوية الاعتقالية، هي النسوية الداعية إلى تحسين الأحكام بالسجن المتعلقة بقضايا المرأة والجندر وزيادة مدّتها. تتجسد رؤية النسوية الاعتقالية في اعتبار الأحكام بالسجن الأطول زمنيًا والأكثر صرامةً إحدى السبل التي ستساعد في حل هذه القضايا. صاغت عالمة الاجتماع النسوي إليزابيث بيرنستين عبارة «النسوية الاعتقالية» في مقال لها تحت عنوان «السياسة الجنسية لـ "الإبطالية الجديدة"» في عام 2007. تقصّت بيرنستين الحركة المعاصرة المعنية بمكافحة الاتجار بالبشر في الولايات المتحدة، ثم طرحت هذا المصطلح للإشارة إلى نوع من النشاطية النسوية التي تعتبر جميع أشكال العمالة الجنسية بمثابة اتجار بالجنس. تنظر بيرنستين إلى هذا الأمر بوصفه خطوة إلى الوراء وتقويضًا لحقوق العاملات في مجال الجنس، واعتقدت أنه يسلب الأضواء من القضايا النسوية المهمة الأخرى، فضلًا عن توسيعه للأجندة النيوليبرالية. أسهبت بيرنستين في تحليلها هذا لتوضّح كيفية تحول النسوية إلى أداة للسياسات العقابية في الولايات المتحدة وخارجها.

## نبذة
ترى بيرنستين أن الدعم النسوي لقوانين مكافحة الاتجار بالبشر التي تساوي بين الدعارة والاتجار بالجنس قد أسفر عن تقويض جهود العاملين في مجال الجنس الرامية إلى تنظيم حقوقهم بدلًا من تعزيز فكرة تجريمهم خلال العقود السابقة. يتشاطر المسيحيون الإنجيليون هذا الالتزام بالقانون والنظام بحسب بيرنستين، التي عزت تحالفهم هذا إلى التحول السياسي والاقتصادي الشامل في الولايات المتحدة الأمريكية لاحقًا، أي تحوّل الولايات المتحدة من دولة رفاهية تعيد توزيع الثروة إلى دولة «اعتقالية» تشجع على التجريم والاحتجاز في السجن. تعتقد بيرنستين بوجود تحول في اهتمام سياسات الجندر والجنسانية بالنسبة لكل من النسويات والمسيحيين الإنجيليين، إذ ركّزت هذه السياسات سابقًا على العائلة (أي قضايا الضرب والإجهاض على التوالي) قبل أن تحول تركيزها إلى الحيز العام (أي الاتجار بالجنس). نظرت بيرنستين إلى هذا التحول على أنه حلقة الوصل بين الحركة المعنية بمكافحة الإتجار بالبشر والسياسات النيوليبرالية. توسّعت بيرنستين في ذلك التحليل ضمن مقالها المعنون «السياسات الاعتقالية بوصفها عدالة جندرية؟»، إذ استخدمت قضية الحركة المعنية بمكافحة الاتجار بالبشر لإثبات ما آلت إليه النسوية بوصفها أداةً للسياسة العقابية في الولايات المتحدة الأمريكية وخارجها.

## مجالات أخرى
وصف الباحثون النسويون مسار النشاطية النسوية ضمن مجالات أخرى مستخدمين الآلية ذاتها. درس هؤلاء الباحثون الحملات النسوية المتعلقة بقضايا العنف الأسري والاعتداء الجنسي، إذ تتبعت عالمة الاجتماع بيث ريتشي والمنظرة السياسية كريستين بوملير تطور الحركة النسوية المناهضة للعنف في الولايات المتحدة، التي تحولت من اهتمامها بالتحول الاجتماعي إلى اعتمادها الكبير على القانون وإنفاذه في يومنا هذا. وصف الباحثون تيارًا مماثلًا خارج نطاق الولايات المتحدة، إذ زعمت ميريام تيكتين أن للمشاعر المعادية للمهاجرين في الحملات النسوية المناهضة للعنف الجسدي في فرنسا أثر على مراقبة الحدود وغيرها من أشكال حفظ الأمن.